# Stazione meteorologica di Stigliano
La stazione meteorologica di Stigliano è la stazione meteorologica di riferimento relativa alla località di Stigliano.

## Coordinate geografiche
La stazione meteorologica è situata nell'Italia meridionale, in Basilicata, in provincia di Matera, nel comune di Stigliano, a 909 metri s.l.m. e alle coordinate geografiche 40°24′N 16°13′E.

## Dati climatologici
Secondo i dati medi del trentennio 1961-1990, la temperatura media del mese più freddo, gennaio, si attesta a +3,4 °C, mentre quella del mese più caldo, agosto, è di +22,2 °C .
| Stigliano          | Mesi | Mesi | Mesi | Mesi | Mesi | Mesi | Mesi | Mesi | Mesi | Mesi | Mesi | Mesi | Stagioni | Stagioni | Stagioni | Stagioni | Anno |
| Stigliano          | Gen  | Feb  | Mar  | Apr  | Mag  | Giu  | Lug  | Ago  | Set  | Ott  | Nov  | Dic  | Inv      | Pri      | Est      | Aut      | Anno |
| ------------------ | ---- | ---- | ---- | ---- | ---- | ---- | ---- | ---- | ---- | ---- | ---- | ---- | -------- | -------- | -------- | -------- | ---- |
| T. max. media (°C) | 6,1  | 7,2  | 9,8  | 13,3 | 18,7 | 23,4 | 27,0 | 27,5 | 23,1 | 16,8 | 12,0 | 8,4  | 7,2      | 13,9     | 26,0     | 17,3     | 16,1 |
| T. min. media (°C) | 0,7  | 0,7  | 2,6  | 5,6  | 10,2 | 13,9 | 16,7 | 17,0 | 13,9 | 9,5  | 5,9  | 2,6  | 1,3      | 6,1      | 15,9     | 9,8      | 8,3  |